# Acorethra aureofasciata
Acorethra aureofasciata är en skalbaggsart som beskrevs av Pierre Émile Gounelle 1911. Acorethra aureofasciata ingår i släktet Acorethra och familjen långhorningar. Inga underarter finns listade i Catalogue of Life.